# French Open 1936 (Badminton)
Die French Open 1936 im Badminton fanden in Paris statt. Es war die achte Auflage des Championats.

## Finalresultate
| Disziplin    | Sieger                          | Finalist                    | Ergebnis   |
| ------------ | ------------------------------- | --------------------------- | ---------- |
| Herreneinzel | Ian Maconachie                  | Henri Pellizza              | 15–3, 15–4 |
| Dameneinzel  | Marian Horsley                  | McCabe                      | 11–0, 11–0 |
| Herrendoppel | Ian Maconachie K. Smedley       | R. D. Normand Guenin        | 15–0, 15–3 |
| Damendoppel  | Margaret Tragett Marian Horsley | McCabe Sandell              | 15–2, 15–5 |
| Mixed        | Ian Maconachie Marian Horsley   | K. Smedley Margaret Tragett | 15–2, 15–6 |